# 浮気な、パレット・キャット
「浮気な、パレット・キャット」（うわきな、ぱれっと・きゃっと）は、HOUND DOGの5枚目のシングル。1982年1月15日に発売された。

## 制作
カネボウ「'82春のキャンペーン」CMソング、およびヤマハ発動機「ポップギャル」CMソングとして、ロックバンドのNOBODYが初めて楽曲を提供した作品。NOBODYは、この曲以降アン・ルイスや、吉川晃司などに楽曲を提供している。

## 記録
HOUND DOGの初のヒット作であり、13万枚を超えるセールスを記録した。

## 収録曲
| 全編曲: 後藤次利。 |                                |                            |      |
| #                  | タイトル                       | 作詞・作曲                 | 時間 |
| 1.                 | 「浮気な、パレット・キャット」 | 相沢行夫・木原敏雄(NOBODY) | 3:08 |
| 2.                 | 「PIN UP GIRL」                | 大友康平                   | 2:57 |
| 合計時間:          | 合計時間:                      | 合計時間:                  | 6:05 |

## カバー
| 曲名                           | アーティスト | 収録作品         | 発売日         | 備考                                                            |
| ------------------------------ | ------------ | ---------------- | -------------- | --------------------------------------------------------------- |
| 「浮気な、パレット・キャット」 | NOBODY       | 『LIVE ワン!』   | 1984年4月5日   | セルフカバー                                                    |
| 「浮気な、パレット・キャット」 | NOBODY       | 『NOBODY SONGS』 | 1990年11月28日 | 「PARTY CAT」というタイトルで、歌詞を変更してセルフカバーした。 |